# Shabani Nonda
Shabani Christophe Nonda (ur. 6 marca 1977 w Bużumburze w Burundi) – kongijski piłkarz występujący na pozycji napastnika.

## Kariera klubowa
Shabani Nonda zawodową karierę rozpoczął w 1993 w Young Africans. Następnie został zawodnikiem Vaal Professionals, a w 1995 podpisał kontrakt z FC Zürich. Podczas pierwszych dwóch sezonów spędzonych w tej szwajcarskiej drużynie Nonda strzelił dwanaście goli, natomiast w rozgrywkach 1997/1998 zdobył 24 bramki i został najlepszym strzelcem pierwszej ligi.
Po zakończeniu sezonu kongijski gracz przeniósł się do Stade Rennais, gdzie także prezentował bardzo dobrą skuteczność. Podczas rozgrywek 1998/1999 z piętnastoma trafieniami zajął trzecie miejsce w klasyfikacji najlepszych strzelców. W kolejnym sezonie zdobył jedną bramkę więcej, co w klasyfikacji tej dało mu czwarte miejsce. Latem 2000 Nonda odszedł do AS Monaco, gdzie w ciągu pięciu lat wystąpił w 116 ligowych pojedynkach i strzelił 57 goli. W 2003 został wicemistrzem kraju oraz zdobywcą Pucharu Ligi Francuskiej, natomiast w 2004 dotarł do finału Champions League. Najlepszą skuteczność prezentował w sezonie 2002/2003, kiedy to zdobycie 26 bramek pozwoliło mu zostać najlepszym strzelcem Ligue 1.
Następnie Nonda doznał poważnej kontuzji kolana, co wykluczyło go na bardzo długo z gry, a po powrocie na boisko nie potrafił powrócić do swojej optymalnej formy. Rozgrywki 2005/2006 Kongijczyk spędził w zespole AS Roma, jednak tam także nie potrafił odzyskać strzeleckiej dyspozycji.
31 sierpnia 2006 został wypożyczony do Blackburn Rovers, gdzie stworzył duet napastników z Bennym McCarthym. Nonda w 26 spotkaniach uzyskał siedem goli, po czym 31 sierpnia 2007 przeszedł do Galatasaray SK, z którym podpisał dwuletni kontrakt. W Superlidze zadebiutował 2 września w zremisowanym 2:2 meczu przeciwko Vestelowi Manisaspor, kiedy to w 80. minucie zmienił Hakana Şüküra. Pierwszą bramkę dla Galatasary strzelił 16 września, kiedy to zdobył pierwszego gola dla swojej drużyny w zwycięskim 6:0 pojedynku z Konyasporem. W debiutanckim sezonie w barwach nowego klubu Nonda strzelił w lidze jedenaście bramek, wywalczył mistrzostwo oraz Superpuchar Turcji. W styczniu 2010 odszedł z Galatasaray i pozostał bez klubu.

## Kariera reprezentacyjna
W reprezentacji Demokratycznej Republiki Konga Nonda zadebiutował w 2001. Razem z nią brał między innymi w Pucharze Narodów Afryki 2002, na którym z drużyną narodową w ćwierćfinale został wyeliminowany przez Senegal. Obecnie Nonda jest najlepszym strzelcem w historii reprezentacji swojego kraju, dla której strzelił już ponad 30 goli.